# The Barbarian
Sione Havea Vailahi (* 8. September 1958 in Nuku'alofa), besser bekannt unter dem Namen The Barbarian, ist ein tongaischer Wrestler. Er war sowohl für die World Wrestling Federation, als auch für die World Championship Wrestling tätig.

## Leben

### Jugend und Sumo
Vailahi wurde 1958 in Nuku'alofa auf der Insel Tonga geboren. Als Teenager wurde er einer von sechs Auserwählten, die vom König von Tonga nach Japan geschickt wurden, um dort das Sumoringen zu erlernen. Ein weiterer angehender Sumoringer war Tonga Fifita, später bekannt als Haku. Vailahi beendete die Ausbildung und trat als Sachinoshima an. Er erreichte die Sandanme-Division, als 1975 sein Mentor und Leiter seines Heya starb. Durch einen Streit mit dessen Nachfolger, wurde er zusammen mit den anderen Jugendlichen 1976 vom Japanischen Sumoverband zum Rücktritt gezwungen. Er verließ den Sumosport mit einer Statistik von 34-13-16.

### Anfänge als Wrestler
Er wanderte schließlich in die USA aus und begann unter Red Bastien Wrestling zu trainieren. 1980 gab er sein Debüt und trat ab 1981 als King Konga im Wrestling-Dachverband NWA an. Kurze Zeit war er auch bei World Class Championship Wrestling als Tonga John aktiv.

### Jim Crockett Promotions (1984–1988)
Bei Jim Cockett Promotions wurde er zunächst Konga the Barbarian genannt. Er gehörte dem Stable Paul Jones’ Army um Paul Jones an, der eine Reihe von Heels wie Abdullah the Butcher, Rick Rude und Superstar Billy Graham um sich versammelte. Mit letzterem formte er ein Tag-Team. Seine erste Großveranstaltung war der Great American Bash 1985. Nach einigen weiteren Matches wurde „Konga“ aus seinem Namen gestrichen und er firmierte seitdem als The Barbarian, ein Name, den er für den Rest seiner Karriere behielt. 1987 trat er im Film Body Slam als Axe the Cannibal auf.
1988 gründete er das Tag Team The Powers of Pain mit dem als The Warlord antretenden Terry Szopinski. Die beiden Powerhouses traten mit Baron von Raschke als Manager an und waren Gegner der Road Warriors, die als Babyfaces auftraten. Mit dem Team hatten beide den muskulösen Körperbau und die Gesichtsbemalung gemeinsam. In der Storyline wurde eine echte Verletzung von Animal eingesetzt, die er durch eine missglückte Aktion des Warlords erhielt. Im Rahmen der Fehde gewannen sie auch die NWA World Six-Man Tag Team Champion (mit Ivan Koloff) von den Warriors und Dusty Rhodes. Während der Fehde sollte es zu einer Serie sogenannter Scaffold-Matches kommen, bei denen die beiden Teams auf einem Gerüst gegeneinander kämpfen sollten. Vor dieser Matchart hatten beide Teams mehr als Respekt. Sie befürchteten schwere Verletzungen. Vailahi erhielt jedoch einen Anruf von Grizzly Adams, der die beiden auf der Stelle zur WWE holen wollte. Sie setzten sich mit den Road Warriors zusammen, die ihnen ihren Segen gaben, aus dem gemeinsamen Programm auszusteigen.

### WWF (1988–1992)
In der World Wrestling Federation wurden sie als Babyfaces eingeführt. Ihnen wurde Fanliebling Tito Santana zu Seite gestellt und sie durften gegen die dortigen Champions Demolition antreten. Dabei kam es bei der Survivor Series 1988 zu einem doppelten Gesinnungswechsel beider Teams, als die Powers of Pain ihren Face Status gegen den Heel Status von Demolition tauschten und umgekehrt. Die Fehde endete bei Wrestlemania V mit einer Niederlage der beiden. Damit endete auch der Run der beiden, die zwar weiterhin zusammen antraten, jedoch meist gegen die Faces verlieren mussten.
Das Team wurde im März 1990 aufgelöst. In Japan, mit denen die WWF gemeinsame Verträge hatte, waren sie jedoch weiterhin als Tag-Team zu sehen. In den Vereinigten Staaten dagegen trat Vailahi wieder als Einzelwrestler und Mitglied der Gruppierung Heenan Family an. Hinzu kam ein dezenter Image-Wechsel, weg vom Facepaint hin zu einer Kleidung im Stil eines Barbarenfilms. Als Einzelwrestler durfte er bei Wrestlemania VI Tito Santana besiegen. Es folgten weitere Einzelauftritte gegen den Big Boss Man und ein Kampf mit Haku gegen The Rockers (Marty Jannetty und Shawn Michaels). Er wurde anschließend als Mid-Carder eingesetzt und verlor häufig Matches. Seinen letzten Auftritt bei der WWF hatte er als achter Mann beim Royal Rumble 1992.

### WCW (1992–1993)
Nach dem Royal Rumble 1992 verließ er die WWF in Richtung World Championship Wrestling. Dort durfte er direkt am Anfang zusammen mit Dick Slater die WCW United States Tag Team Champion gewinnen, der jedoch nur wenige Tage später eingestellt wurde.
Im Sommer 1992 erhielt Vailahi einen Push und durfte gegen zahlreiche Wrestler, darunter Brian Pillman, Tom Zenk, Buff Bagwell und Barry Windham gewinnen. Er schloss sich einer Gruppierung um Tony Atlas, Cactus Jack, Jake Roberts und Butch Reed an. Beim Halloween Havoc durfte er gegen Ron Simmons um die WCW World Heavyweight Championship, musste aber verlieren.
1993 erfolgte ein Faceturn, an dessen Ende ein erneutes Match um dem World Heavyweight Title stattfand, diesmal gegen Vader, erneut ohne Titelgewinn. Anschließend folgte eine Storyline um den World Television Title.

### Rückkehr zur WWF (1994–1995)
Am 6. Juni 1994 kehrte er kurzfristig zur WWF zurück. Bei einer Houseshow ersetzte er Diesel als Gegner von Razor Ramon. Anschließend trat er zunächst bei Houseshows an, bevor er als Teil des reformierten Teams The Headshrinkers einen festen Platz erhielt. Er ersetzte dort den verletzten Samu, zunächst übergangsweise, dann permanent, da Samu die WWF verlassen hatte. Er wurde zu Seone, angelehnt an seinen tatsächlichen Vornamen und wurde als Samoaner vorgestellt. Dies wurde später auf der WWE-Website zu „Sione“ geändert, in den alten Aufnahmen allerdings nicht. Das Team nahm an einem Turnier um die World Tag Team Championship (WWE) teil und fehdete gegen The Blu Brothers.

### Rückkehr zur WCW (1995–2000)
Bereits 1995 ging er aber wieder zur WCW und formte mit The Warlord das maskierte Team „Super Assassins“, das jedoch nur wenige Fernsehauftritte hatte, da der Warlord Anfang 1996 die WCW verließ.
1996 gründete er zusammen mit Meng (Tonga Fifita) die Faces of Fear, die zu Kevin Sullivans Dungeon of Doom gehörten. Als dieses Tag Team nahmen sie an dem für viele als eines der schlechtesten Matches aller Zeiten geltenden „Doomsday Match“ teil. Bei dieser Kreation von Sullivan, der für seine dubiosen Gimmick-Matches bekannt war, mussten Hulk Hogan und Randy Savage innerhalb eines dreistöckigen Käfigs gegen alle Arten von Heels kämpfen. Unter ihren acht Gegnern befand sich auch ein Charakter, der zunächst „Final Solution“ hieß, aus Pietätsgründen (der Name erinnerte an die Endlösung der Judenfrage) dann allerdings in The Ultimate Solution geändert wurde. Die Zuschauer in der Halle konnten kaum etwas sehen, zudem war eigentlich klar, das Hogan und Savage das Match gegen ihre acht Gegner gewinnen mussten. Dies ließ alle Beteiligten, bis auf Hogan und Savage natürlich, schwach aussehen.
Tonga Fifita und Vailahi blieben bis 1998 ein Team, wobei sie weder einen Titel gewannen, noch eine größere Rolle während der New World Order spielten. Gerüchteweise blieben sie nur deshalb in der Promotion, weil sich niemand traute, Fifitas Vertrag zu kündigen, der als einer der härtesten Wrestler aller Zeiten galt. Dieses Glück hatte Vailahi nicht, nach einer Fehde der beiden untereinander mit anderen Tag-Team-Partnern und einem kurzen Anschluss an Jimmy Harts Stable „The First Family“ wurde er im Rahmen von Budgetkürzungen entlassen. Dies war gleichzeitig das Ende seiner professionellen Karriere.

### Independent-Wrestling (seit 2000)

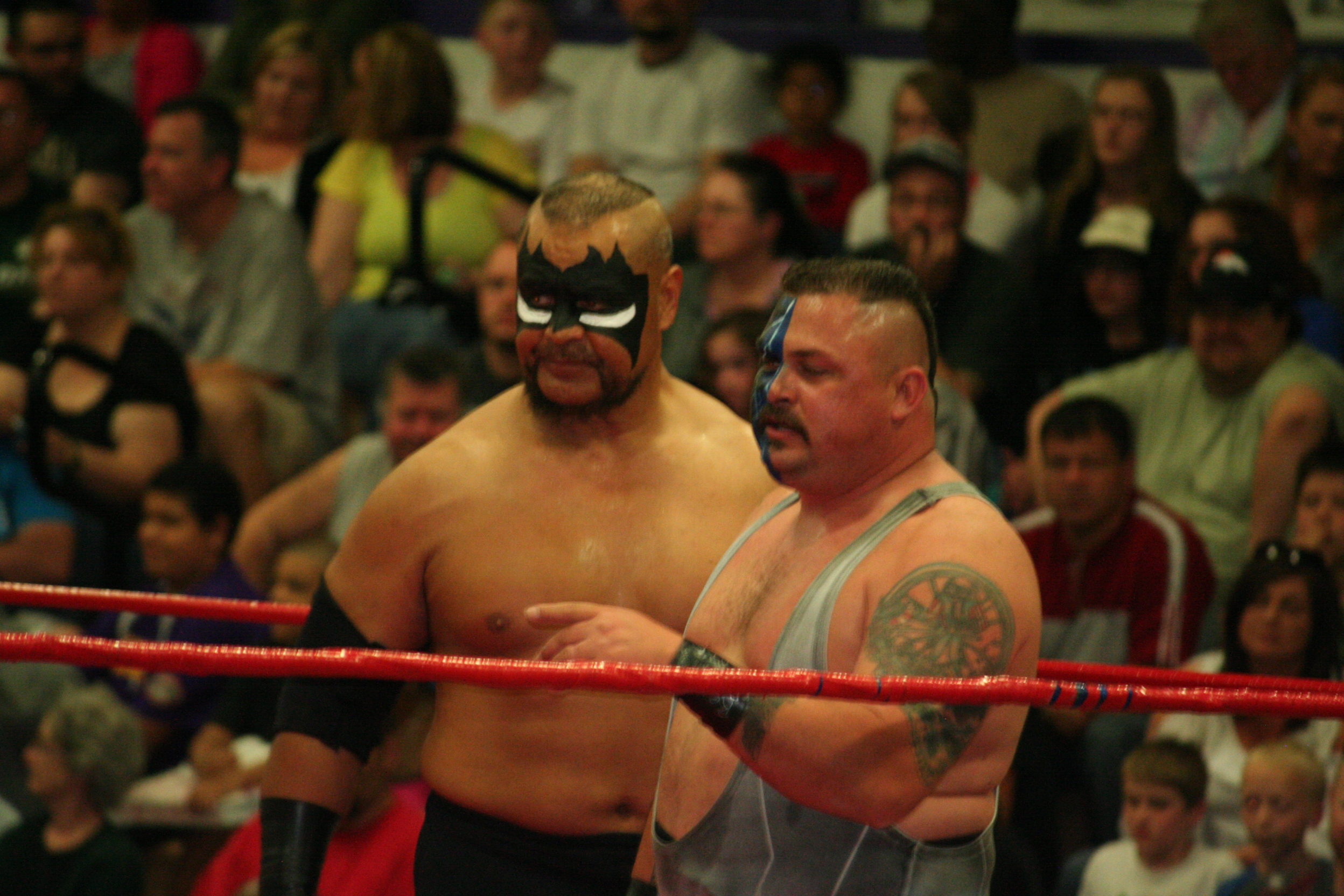
The Barbarian (links) und Buz bei einem Independent-Event, 2012

Vailahi trat im Anschluss auf unabhängiger Basis für verschiedene kleine Wrestlingorganisationen an. So durfte er 2004 den NWA Virginia Heavyweight Championship gewinnen. 2005 trat er wieder mit The Warlord als Powers of Pain an. Größere Auftritte hatte er bei IWA Mid-South 2007 gegen Jimmy Jacobs und 2008 zusammen mit Demolition Ax. 2012 nahm er zusammen mit The Warlord und Fifitia als The Faces of Pain an einem King of Trios Tournament der Promotion Chikara Pro Wrestling teil.
Er ist auch heute noch auf verschiedenen Veranstaltungen zu sehen.

## Privates
Sione Vailahi ist seit 1979 mit Seini Tonga verheiratet und hat sieben Kinder. Er betreibt heute ein Bauunternehmen in Charlotte, North Carolina.
2016 war er einer von 50 Wrestlern, darunter Jimmy Snuka, Paul Orndorff und Joseph Laurinaitis, die die WWE wegen Verletzung der Gesundheitsauflagen verklagten. Im Fokus standen vor allem Kopfverletzungen, darunter unbehandelte Gehirnerschütterungen, die zu Langzeitfolgen führten. Die WWE hatte die Kläger als „unabhängige Wrestler“ unter Vertrag genommen und kümmerte sich daher nicht um die Gesundheit der Wrestler, wenn diese sich im Ring verletzten. Auch habe die WWE sie nicht über die gesundheitlichen Folgen aufgeklärt. Die Klage wurde 2018 abgewiesen, auch die Berufung 2020 scheiterte.

## Championships/Errungenschaften
- American Pro Wrestling Alliance
  - APWA World Heavyweight Championship (2×)[32]
  - APWA Triple Crown Championship (2×)
  - APWA Tri State Championship (1×)
  - APWA World Tag Team Championship (1×) – mit Warlord[33]
- Bruiser Wrestling Federation
  - BWF Heavyweight Championship (1×)
- Cauliflower Alley Club
  - Tag Team Award (2019) – mit Haku[34]
- Championship International Wrestling
  - CWI Hardcore Championship (1×)
- Exodus Wrestling Alliance
  - EWA Heavyweight Championship (1×)
- Indo-Asian Wrestling
  - Indo-Asian Heavyweight Championship (1×)
- iGeneration Wrestling
  - iGeneration Heavyweight Championship (1×)
- International Association of Wrestling
  - IAW Heavyweight Championship (1×)
- Mainstream Wrestling Organization
  - MWO Heavyweight Championship (1×)
- Mid-Atlantic Championship Wrestling / World Championship Wrestling
  - WCW United States Tag Team Championship (1×, letzter) – mit Dick Slater
  - NWA World Six-Man Tag Team Championship (1x) -mit Ivan Koloff and The Warlord
- New England Pro Wrestling Hall of Fame
  - Class of 2013
- North Carolina Wrestling Association
  - NCWA Heavyweight Championship (1×)
  - NCWA Tag Team Championship (1×) – mit Meng[35]
- NWA Mid-Atlantic
  - NWA Mid-Atlantic Hardcore Championship (1×)
  - NWA Mid-Atlantic Heritage Championship (1×)
- NWA Virginia
  - NWA Virginia Heavyweight Championship (1x)
- New Age Championship Wrestling
  - NACW Heavyweight Championship (1×)
- Pro Wrestling Illustrated
  - Nr. 85 der 500 besten Single-Wrestlers der PWI 500 (1991)
  - Nr. 97 der 100 besten Tag Teams der „PWI Years“ zusammen mit The Warlord (2003)
- Real Wrestling
  - Real Wrestling Heavyweight Championship (1×)
- Ultimate Championship Wrestling
  - UCW Heavyweight Championship (1×)
- Universal Championship Wrestling
  - UCW Hardcore Championship (1×)
- World League Wrestling
  - WLW Heavyweight Championship (1×)
- World Wide Wrestling Alliance
  - WWWA Tag Team Championship (1×) – with The Warlord[36]
- World Wrestling Council
  - WWC Puerto Rico Heavyweight Championship (1×)
- World Wrestling Federation

- Slammy Award for Best Etiquette (1994)  zusammen mit Fatu

- Wrestling Observer Newsletter
  - Worst Tag Team (1989) mit The Warlord
  - Worst Worked Match of the Year (1996) mit Ric Flair, Arn Anderson, Meng, Lex Luger, Kevin Sullivan, Z-Gangsta and The Ultimate Solution vs. Hulk Hogan and Randy Savage, WCW Uncensored, Towers of Doom Match

## Filmografie
- 1986: Verschwitzte Körper (Body Slam)

- 2011: Cry for Blood